# Michael W. Esser

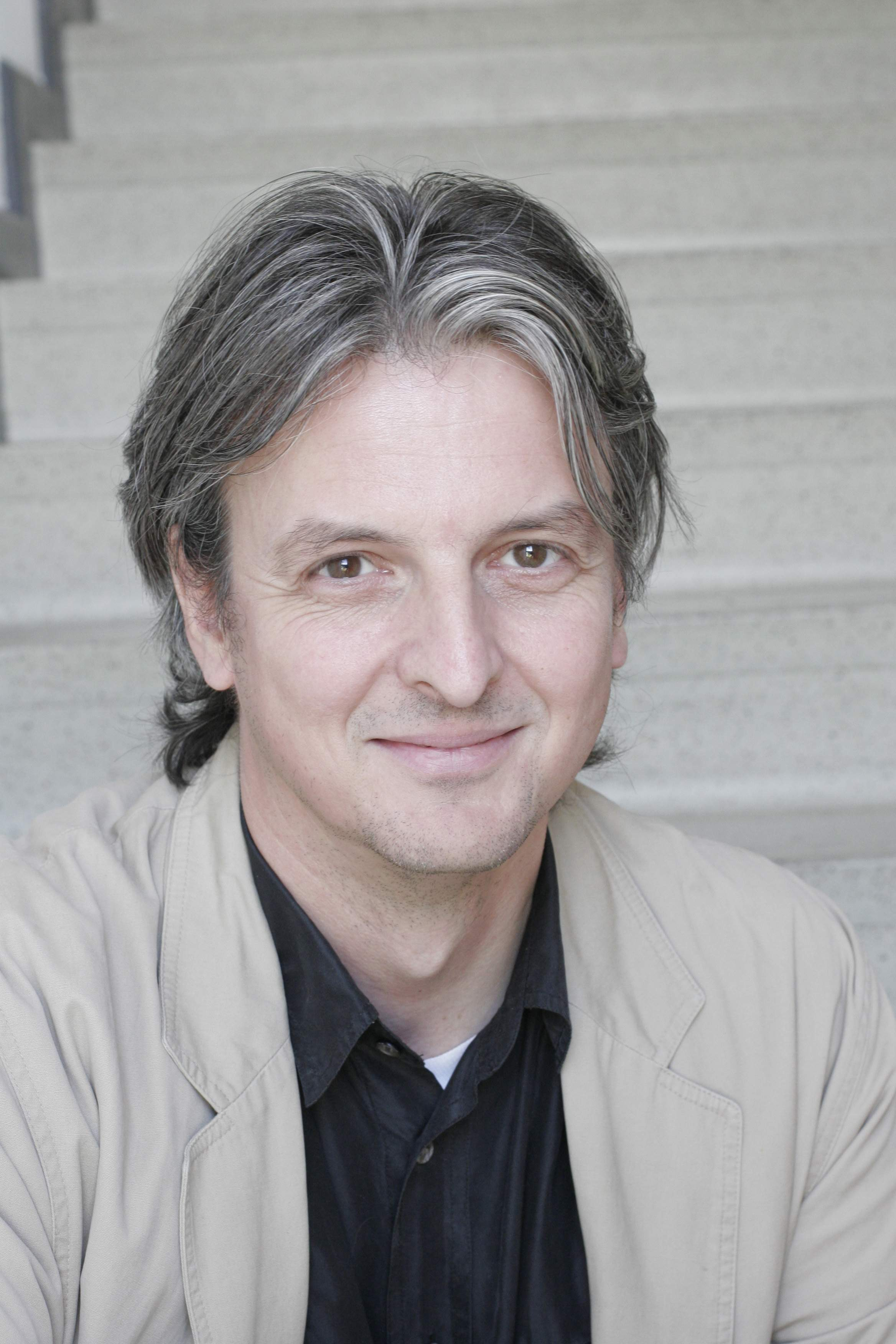
Michael W. Esser

Michael W. Esser (* 1959) ist ein deutscher Autor, Medienwissenschaftler und Produzent.

## Leben
Nach dem Studium der Psychologie und Kunstgeschichte an der Universität Köln und an der nationalen italienischen Filmakademie Centro Sperimentale arbeitete Esser als Produzent und Entwickler für Grundy UFA und Regina Ziegler Produktion. Neben seiner Berufstätigkeit lehrte er an der Technischen Universität Berlin, wo er 2002 bei Friedrich Knilli in Medienwissenschaften promovierte.
Seit 2000 entwickelt seine Firma Dramaworks Stoffe für Fernsehen und Kino. Esser hat als Autor und Consultant vier Event-Mehrteiler, sechs wöchentliche Serien und etwa dreißig TV-Movies für ZDF, ARD, RTL, Pro7 und Sat.1 sowie für Mediaset, Italien realisiert.
Für Grundy Ufa und Sat1 betreute er als Chefautor die deutsche Telenovela „Verliebt in Berlin“. Er unterrichtet im Bereich Stoffentwicklung an der TU Berlin, der dffb, bei Mediaset und RAI, Rom. Zudem ist er als Berater für EU-finanzierte Projekte im Medienbereich tätig.
Mit Ninas Welt realisierte er 2006 für das Mobilfunkunternehmen O2 die erste deutsche Handy-Soap. Das von ihm geleitete Unternehmen Dramaworks führt Projekte zur Drehbuchautorenausbildung und zur mobilen Kommunikation durch und entwickelt Stoffe für Fernsehen und Kino.

## Filmografie (Auswahl)
Produktion
- 1994: Tödliches Erbe (TV-Film)
- 1998: Rot wie das Blut
- 1999: Träum was Schönes
- 1999: Männer sind wie Schokolade (TV-Film)
- 1999: Mit fünfzig küssen Männer anders (TV-Film)
- 1999: Männer und andere Katastrophen (TV-Film)
- 2000: Der Mörder in meiner Nähe (TV-Film)
- 2001: Frauen, die Prosecco trinken (TV-Film)
- 2001: Georgische Trauben